# Bernadette Sonnenbichler
Bernadette Sonnenbichler (* 1982 in München) ist eine deutsche Theater- und Hörspielregisseurin. Sie ist die designierte Intendantin des Theaters und Orchesters Heidelberg ab der Spielzeit 2026/27 und damit die erste Frau an der Spitze dieses Theaters.

## Karriere
Sonnenbichler studierte 2001–2005 Regie am Max-Reinhardt-Seminar in Wien. Bereits während des Studiums inszenierte sie mehrere Hörspiele für den Bayerischen Rundfunk (BR) und publizierte ein Drehbuch zu Der Mann ohne Eigenschaften von Robert Musil. Anna Badora holte sie als Regieassistentin 2006 bis 2008 an das Schauspielhaus Graz, dort folgten mehrere eigene Inszenierungen. Von 2008 bis 2021 arbeitete sie als freie Regisseurin, u. a. am Düsseldorfer Schauspielhaus, Berliner Ensemble, Schauspiel Stuttgart, Schauspiel Frankfurt, Staatstheater Nürnberg, Theater Heidelberg, Schauspielhaus Graz, Theater Aachen, Theater Münster und am Residenztheater München. Ihre Inszenierung "Das Himbeerreich" wurde 2014 zum NRW-Theatertreffen eingeladen. 2015 und 2016 arbeitete Sonnenbichler als Gastdozentin für Schauspiel an der UdK Berlin.
Seit der Spielzeit 2016/17 inszeniert sie regelmäßig als Hausregisseurin am Düsseldorfer Schauspielhaus. Seit Januar 2022 ist sie Oberspielleiterin und Teil der künstlerischen Leitung am Düsseldorfer Schauspielhaus. Mit Beginn der Spielzeit 2026/2027 wird Sonnenbichler als Intendantin an das Theater Heidelberg wechseln.
Als Hörspielregisseurin ist sie regelmäßig für die Rundfunkanstalten des BR, HR und SWR tätig. Ihre Hörspiele wurden mehrfach ausgezeichnet, unter anderem 2007 und 2010 als Hörspiel des Monats, 2008 mit dem Deutschen Hörbuchpreis und 2010 mit dem Preis der Autoren. Sonnenbichler lebt in Düsseldorf.

## Inszenierungen (Auswahl)
- 2014: Der ewige Spiesser von Ödön von Horvath, Bayerischer Rundfunk
- 2015: Meister und Margarita nach Michail Bulgakow, Theater Aachen
- 2015: Vogelzug von Sibylle Lewitscharoff, Südwestdeutscher Rundfunk
- 2016: Betrunkene von Iwan Wyrypajew, Schauspielhaus Graz
- 2016: Romeo und Julia von William Shakespeare, Düsseldorfer Schauspielhaus
- 2017: Ich. Ein Anfang (UA) von Marianna Salzmann, Schauspiel Frankfurt
- 2017: Pension Schöller nach Laufs/Jacoby, Staatstheater Nürnberg
- 2017: Der Steppenwolf nach Hermann Hesse, Theater Heidelberg
- 2017: Fabian oder Der Gang vor die Hunde nach dem Roman von Erich Kästner, Düsseldorfer Schauspielhaus
- 2018: Menschen, Orte und Dinge (DSE) von Duncan McMillan, Berliner Ensemble
- 2018: Die Mitwisser (UA) von Philip Löhle, Düsseldorfer Schauspielhaus
- 2018: Bei Trost, Originalhörspiel von Naema Gabriel, Hessischer Rundfunk
- 2018: Zimmerstunde, Originalhörspiel von Marlene Streeruwitz, Südwestdeutscher Rundfunk
- 2019: Der Menschenfeind von Moliere, Schauspiel Stuttgart
- 2019: Die Bergung der Landschaft, Originalhörspiel von Magdalena Schrefel, Bayerischer Rundfunk
- 2020: Malina, Hörspiel nach dem Roman von Ingeborg Bachmann, Hessischer Rundfunk
- 2020: Lulu von Frank Wedekind, Düsseldorfer Schauspielhaus
- 2020: Extrem laut und unglaublich nah, Live-Hörspiel nach dem Roman von Jonathan Safran Foer, Schauspiel Stuttgart
- 2021: Der Untergang der Stadt Passau, Hörspiel nach dem Roman von Carl Amery, Bayerischer Rundfunk
- 2022: Annette, ein Heldinnenepos von Anne Weber, Düsseldorfer Schauspielhaus
- 2023: Der gute Mensch von Sezuan von Bertolt Brecht, Düsseldorfer Schauspielhaus
- 2023: My private Jesus (UA) von Lea Ruckpaul, Düsseldorfer Schauspielhaus
- 2024: Peer Gynt von Henrik Ibsen, Düsseldorfer Schauspielhaus
- 2024: Die Reise des Giuseppe Mastorna (UA) nach dem Drehbuch von Federico Fellini, Theater Heidelberg

## Auszeichnungen
- 2001: 1. Preis im Landeswettbewerb Jugend musiziert (Klarinette und Klavier)
- 2006: Ernst-Schneider-Preis für Windows von Mathias Greffrath
- 2008: Deutscher Hörbuchpreis für Träume von Günter Eich
- 2010: Nominierung von Herzrhythmusgeräusche von Thomas von Steinaecker für den Deutschen Hörspielpreis
- 2012: Nominierung von Die Entstehung des Hörspiels Umbach muss weg von Thomas von Steinaecker für den Deutschen Hörspielpreis